# Wechselman Ignác
Lovag Wechselman Ignác, olykor Wechselmann formában is (Nicolaj, 1828. szeptember 22. – Budapest, 1903. február 17.) zsidó származású magyar műépítész és filantróp.

## Élete
Berlinben és Bécsben tanult és 1856-ban Budapesten telepedett le, ahol Ybl Miklós kompozícióit javarészt ő juttatta kivitelre. Így az ő művei: a várkerti építkezés, a vámpalota, a régebbi egyetemi épületek és az egyetemi könyvtár stb. Nevét jobban megörökítette végrendeletével, amelyben a róla elnevezett vak gyermekek intézete részére 1.400.000 koronát adományozott, azzal a kikötéssel, hogy az intézetbe felerészben zsidó, felerészben keresztény gyermekek veendők fel. Ugyancsak végrendeletileg két millió koronát hagyott tanítói segélyezésre s ebből is zsidó és keresztény tanítók egyformán részesedtek. A Wechselman-féle Vakok Intézete 1926-ban a Bethlen-térre költözött, mert a pénzelértéktelenedés következtében nem tudták azt eredeti alakjában fenntartani s mások nem gondoskodtak a nemeslelkű alapítvány pótlásáról. Az eredeti Wechselman-intézet általa alapított palotáját eladták (ma: Mozgásjavító Általános Iskola).

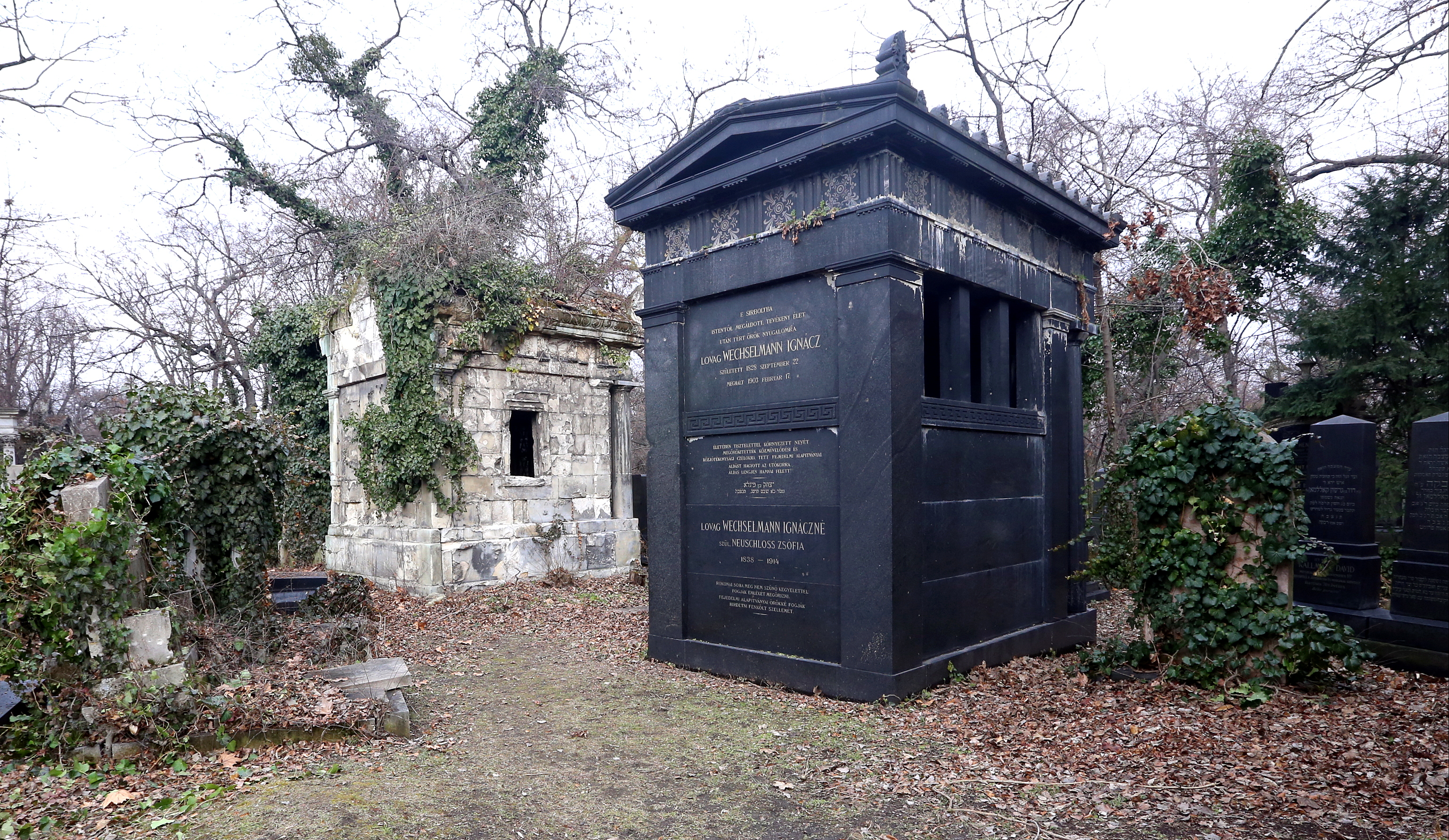
Wechselman Ignác mauzóleuma, Salgótarjáni utcai zsidó temető

A Salgótarjáni utcai zsidó temetőben helyezték örök nyugalomra. Síremlékét Alpár Ignác tervezte.

## Ismert épületei
- 1866: Concordia-malom, Budapest Soroksári út 24.[3]
- 1866: a Pannónia-malom kazánháza, Budapest, Kárpát utca 1-7.[4]
- 1867: a Pannónia-malom szivattyúháza, Budapest, Kárpát utca 1-7.[4]
- 1867: Első Magyar Gépgyár Rt. telephelye, Budapest, Váci út 48. / Visegrádi u. 50-56. (elbontották)[5]
- 1867: Unió Gőzmalom Rt. telep (beleértve a malmot is), Budapest, Visegrádi u. 5-7. / Katona József u. 2. (elbontották)[5]
- 1867: istálló és kocsiszín a Haggenmacher (Árpád) Gőzmalom Rt. telepéhez, Budapest, Szent István körút 18-22. / Visegrádi u. 2-4. (elbontották)[5]
- 1867: fafűrészelő gyárhoz gőzgép és gépház, Budapest, Pozsonyi út 51-57. / Victor Hugo u. 43-45. (elbontották)[5]
- 1868: Parkettagyár és gőzfűrésztelep, Budapest, Pozsonyi út 39-45. / Hollán Ernő u. 39-43. (elbontották)[5]
- 1870-es évek: emeletes lakóház, Budapest, Erzsébet körút 10-12. – elbontották az 1880-as években bérház épült[6]
- 1871: villa, Budapest, Városligeti fasor 12. (elbontották, 1880-ban helyére épült a Ráth György-villa)[7]
- 1881: Károlyi-palota, Budapest, Múzeum u. 17., a Károlyi-Csekonics Rezidencia ma reprezentatív rendezvényhelyszín, korábban az Országos Műszaki Információs Központ és Könyvtár (OMIKK) működött itt.
- 1883: a Pannónia-malom földszintes raktárépületére 3 emelet ráépítés, Budapest, Kárpát utca 1-7.[4]

1861-ben tervei szerint épült át a Tatai zsinagóga (ma: Görög-Római Szobormásolatok Kiállítóhelye, 2890 Tata, Hősök tere). Ő vezette a Dohány utcai zsinagóga építését is 1854 és 1859 között (tervek: Ludwig Förster).

### Tervben maradt épületek
- 1861: Zsinagóga, Kecskemét[9]